# Грамматика составляющих
Составля́ющая (англ. constituent), в лингвистической грамматике — структурная единица (отрезок) предложения, целиком составленная из более тесно связанных друг с другом составляющих меньшего размера.
Грамматика составляющих (метод составляющих; англ. constituency grammar, phrase structure grammar) основана на постулате, согласно которому всякая сложная грамматическая единица складывается из двух более простых и не пересекающихся единиц, называемых её непосредственными составляющими (англ. immediate constituent).
Составляющая, включающая более одного слова, называется группой (англ. phrase), а слово, соответствующее корневому узлу в дереве зависимостей, описывающем группу, — вершиной (англ. head) группы.
Представление синтаксической структуры предложения в виде иерархии непосредственных составляющих используется в различных вариантах в формальных моделях языка, в частности в генеративной лингвистике Н. Хомского.

## Формальное определение
Пусть S — кортеж (линейно упорядоченное множество) слов. Система составляющих на S — это множество C отрезков S, которое содержит в качестве элементов как само S, так и каждое слово, входящее в S, и построено таким образом, что любые два отрезка, входящие в C, либо не пересекаются, либо один из них содержится в другом.  Элементы такого множества C называются составляющими.
Говорят, что составляющая A доминирует над составляющей B (A включает в себя B или B вложено в A), если B является частью (подмножеством) A и B отлично от A.
B является непосредственной составляющей A (B непосредственно вложена в A или A непосредственно доминирует над B) тогда и только тогда, когда:
- A и B — составляющие системы C;
- A доминирует над B;
- в C нет составляющей, которая доминирует над B и над которой доминирует A.

## Виды синтаксических групп
Классификация групп может основываться на частеречной принадлежности их вершин. Такие классы называются фразовыми категориями, или классами групп (англ. phrasal categories), среди которых выделяются:
- именная группа (группа существительного, ИГ; англ. noun phrase, NP) — возглавляется существительным;
- группа прилагательного (ГПрил; англ. adjectival phrase, AP) — возглавляется прилагательным;
- наречная группа (НарГ; англ. adverbial phrase, AdvP) — возглавляется наречием;
- предложная группа (ПрГ; англ. prepositional phrase, PP) — возглавляется предлогом;
- глагольная группа (ГГ; англ. verb phrase, VP) — возглавляется глаголом;
- предложение (П; англ. sentence, S).

Некоторые фразовые категории, в частности именная группа и предложение, обладают свойством рекурсивности — способностью включать в себя составляющие той же фразовой категории.